# Emmet megye (Michigan)
Emmet megye az Amerikai Egyesült Államokban, azon belül Michigan államban található. Megyeszékhelye és legnagyobb városa Petoskey. Lakosainak száma 34 112 fő (2020. április 1.).

## Szomszédos megyék
- Mackinac megye (északkelet)
- Cheboygan megye (kelet)
- Charlevoix megye (dél)

## Népesség
A megye népességének változása:
| Lakosok száma | 32 660 | 32 798 | 32 926 | 33 140 | 33 161 | 34 112 |
|               | 2010   | 2011   | 2012   | 2013   | 2015   | 2020   |